# Benjamin Parsons Bourland
Benjamin Parsons Bourland (Peoria (Illinois), 2 de mayo de 1870 - Providence (Rhode Island), 12 de enero de 1943) fue un romanista, hispanista y bibliófilo estadounidense, hermano de la romanista e hispanista Caroline Brown Bourland (1871-1956).

## Biografía
Era hijo primogénito de Benjamin Langford Todd Bourland (1825-1915) y su mujer Clara Elizabeth Parsons (1838-1929). Tuvo dos hermanas pequeñas, Caroline y Elsie, y tres hermanos pequeños, Norman Thenholm, Philip Dagget y Robert Collyer. Se formó en escuelas en Suiza y Alemania (1882—1885). Cuatro años más tarde recibió el grado de AB de la Universidad de Michigan y el de maestro en Artes al año siguiente. En 1897 se doctoró en la Universidad de Viena. El 18 de junio de 1902 se casó en Boston con Gertrude S. Thayer de Dorchester (Mass.) Trabajó como instructor en la Universidad de Michigan de 1892 a 1895 y como profesor asistente de 1899 a 1901. Llegó a Cleveland como profesor asociado de Adelbert College de la Western Reserve University (1901—1903), en Ohio, a orillas del lago Erie, actual Universidad Case de la Reserva Occidental, y se convirtió en profesor de Lenguas y Literaturas Románicas en 1903. Durante la I Guerra Mundial sirvió en varios departamentos de la Cruz Roja. Hizo ediciones del Cantar de las mocedades de Rodrigo, de Tirso de Molina y de Pedro Antonio de Alarcón. 
Vivió en Ann Arbor (Washtenaw, Michigan) desde 1900 y en Cleveland (Cuyahoga, Ohio) por cerca de treinta años; allí perteneció (1909-1936) al club de bibliófilos Rowfant Club, del que fue secretario y tesorero y para el que organizó exposiciones, conferencias, subastas y reuniones. Falleció el doce de enero de 1943 en Providence (Rhode Island).

## Obras
- Ed. de Tirso de Molina, Don Gil de las calzas verdes: comedia en tres actos y en verso. New York: Henry Holt and Company, 1901, reimpreso en el mismo lugar, con idéntica editorial, 1924.
- Ed. de Pedro Antonio de Alarcón, El sombrero de tres picos: historia verdadera de un sucedido que anda en romances escrita ahora tal y como pasó. Nueva York: H. Holt and company, 1907. Se reimprimió (Nueva York: H. Holt y compañía, 1934 y 1952.
- Ed. de The rimed chronicle of the Cid (El cantar de las mocedades de Rodrigo). Nueva York, 1911 (extraído de la Revue Hispanique, tomo XXIV).
- Ed. y trad. de Cyrano de Bergerac, Satyrical characters and handsome descriptions in letters...; tr. from the French, with an introduction by Benjamin Parsons Bourland. Cambridge, impreso para el Rowfant Club de Cleveland (Ohio), 1914.
- Exhib. Incunabula. Cleveland: Rowfant Club, 1924.
- Con Philip Dagget Bourland, Pamphlets and Reprints, s. l., s. a.